# Kastilien-La Mancha
Kastilien-La Mancha (spanska: Castilla-La Mancha) är en autonom region i centrala Spanien. Regionens huvudstad är Toledo.
Regionen omges av Kastilien och Leon, Madrid, Aragonien, Valencia, Murcia, Andalusien och Extremadura.
Den är en av de glesast befolkade regionerna i Spanien. Den södra delen utgörs av den platta högplatån La Mancha.
Kastilien-La Mancha ingick tidigare med provinsen Madrid i Nya Kastilien (Castilla la Nueva), men när systemet med autonoma regioner infördes i Spanien delades den på grund av stora ekonomiska skillnader mellan huvudstaden och de andra provinserna i Nya Kastilien.
Det är i denna region som handlingen i den berömda spanska romanen Don Quijote av Cervantes utspelar sig. Regionen är en symbol för den spanska kulturen med solrosor, väderkvarnar och El Quijote.
Kastilien-La Manchas historia har varit tumultartad. Under Al-Andalus, var regionen centrum för många slag mellan kristna och muslimska styrkor. Dessutom ägde flera slag rum på 1300- och 1400-talet vid unionen mellan Kastiliens krona och Aragonien 1492 under drottning Isabella I och Ferdinand II.
Kastilien-La Mancha är uppdelad i fem provinser som är namngivna efter sina huvudstäder:
- Albacete
- Ciudad Real
- Cuenca
- Guadalajara
- Toledo

Övriga viktiga städer med över 25 000 invånare är:
- Talavera de la Reina, Toledo
- Puertollano, Ciudad Real
- Tomelloso, Ciudad Real
- Hellín, Albacete
- Alcázar de San Juan, Ciudad Real
- Valdepeñas, Ciudad Real
- Villarrobledo, Albacete
- Almansa, Albacete
- Azuqueca de Henares, Guadalajara